# Барбра Страјсенд
Барбара Џоун „Барбра” Страјсенд (енгл. Barbara Joan "Barbra" Streisand; Њујорк, 24. април 1942) америчка је певачица, глумица и текстописац. Добитница је бројних награда, међу којима су Еми, Греми, Оскар и Тони.

## Биографија
Рођена је у јеврејској породици у Бруклину (Њујорк). Њен отац, наставник, умро је када је имала само 15 месеци; није се најбоље слагала са очухом. Њена сестра, Рослин Кајнд такође је певачица. Мајка, Дајана Ајда Розен, није подржавала Барбру у жељи да се бави шоу бизнисом, сматрајући да није довољно лепа. Завршила је средњу школу Еразмус Хол где је матурирала као једна од најбољих ученица и певала је у хору са Нилом Дајмондом и дружила се са шаховским прваком Бобијем Фишером. Никада није похађала колеџ.

### Почетак каријере
Још је као тинејџерка почела да пева у ноћним клубовима. Желела је да буде глумица и појавила се у неколико оф-бродвејских представа – у једној је глумила са Џоун Риверс, која је такође желела да постане глумица. Њен тадашњи момак, Бари Денен, помогао јој је да осмисли свој први наступ са којим је почела да стиче славу као певачица, најпре у геј баровима у Гринич Вилиџу на Менхетну, 1960. Име Барбара је скратила на Барбра да би било препознатљивије.
Са 19 година, 1962. године појавила се први пут на Бродвеју, у мјузиклу I Can Get It for You Wholesale. Исте године је потписала уговор са музичком кућом Колумбија рекордс. Њен први албум, The Barbra Streisand Album изашао је 1963. године и с њим је освојила две награде Греми. Њени наредни албуми били су такође успешни, тако да су јој се у једном тренутку прва три албума нашла истовремено међу првих десет на листи Билборд поп албума и то у време када су рокенрол као и Битлси доминирали топ-листама.
Године 1964. добила је улогу у представи Смешна девојка, базираној на животу Фани Брајс. Улога је најпре требало да припадне глумици Ен Банкрофт, али је Џул Стајн, ауторка музике за представу, након гледања представе I Can Get It For You Wholesale пожелела Барбру за главну глумицу.
После неколико успешних појављивања на телевизији, међу којима је био и Шоу Џуди Гарланд, године 1965. добила је своју емисију на Си-Би-Ес-у под насловом Зовем се Барбра.

### Филмска каријера
Први филм у којем је глумила снимљен је по бродвејском хиту Смешна девојка (1968). Филм је био успешан и код критичара и код публике, а Страјсендова је освојила Оскара за главну женску улогу. Следећа два филма су такође била снимљена по мјузиклима: Hello, Dolly! и Једна смешна љубав у Њујорку (1970). Њен трећи филм базиран је на бродвејској представи, Сова и мачкица. Снимала је и оригиналне филмове као што су комедије Што те тата пушта саму (1972) са Рајаном О'Нилом и (For Pete's Sake) (1974) и драма Девојка коју сам волео The Way We Were са Робертом Редфордом. Свог другог Оскара добила као ауторка песме Evergreen за филм Звезда је рођена (1976). Овим је постала прва жена која је добила Оскара у овој категорији.
Заједно са Полом Њуманом и Сиднијем Поатјеом основала је First Artists Production Company 1969. Године 1970. у филму Сова и мачкица снимила је топлес сцену за коју се касније покајала и тражила је од редитеља Херберта Роса да сцену избаци из филма. У каснијим годинама часопис Хај сосајети магазин дошао је до негатива и објавио је фотографије са њеним голим грудима, а она је предузела мере да се часопис повуче из продаје. Овај филм је познат и по томе што је то први холивудски филм у коме велика холивудска звезда користи реч fuck; Барбра у филму каже: „Shut the fuck up!“.
У периоду од 1969. године до 1980. године десет је пута била међу првих 10 на листи бокс офиса и то најчешће као једина жена на листи. Од 1981. године и неуспеха филма All Night Long 1981, Страјсендова је глумила у свега пет филмова. Неколико филмова је сама продуцирала, основавши своју кућу Barwood Films 1972. За филм Јентл написала је сценарио, продуцирала га, режирала и играла главну улогу. Исто је поновила са филмом Принц плиме. Оба филма су добила одличне критике.
Поред филма Принц плиме, снимљеног 1991. године, током деведесетих снимила је још само Огледало има два лица (1996), који је такође продуцирала и режирала. После дуже паузе на филм се вратила тек 2004. године глумећи у комедији Упознајте Фокерове заједно са Дастином Хофманом, Робертом де Ниром и Беном Стилером.

## Музичка каријера
Барбра Страјсенд је снимила преко 60 албума, већину за Колумбија рекордс. Њени рани радови обично се сматрају класичним изведбама позоришних и клупских стандарда, а песме од My Name Is Barbra надаље представљају успомене на њене телевизијске емисије.
Од 1969. године, Барбра Страјсенд се убраја у савремене кантауторе. Као и многи талентовани извођачи и извођачице тог доба и она се није добро сналазила са роком који је тада постајао популаран, али је њен изузетан глас и таленат успео да јој обезбеди успех са албумом који је био оријентисан на поп баладе, Stoney End, 1971. Насловна песма, коју је написала Лора Ниро била је велики Барбрин хит.
Током 1970-их имала је велики број хитова, као што су The Way We Were, Evergreen, No More Tears (Enough is Enough) (дует са Доном Самер) и Woman in Love.
Када су 1970-е прошле, Страјсендова је именована за најуспешнију певачицу у САД – само су Елвис Пресли и Битлси продали више албума од ње.
Године 1982. музички критичар Њујорк тајмса Стивен Холден написао је да је Барбра „најутицајнија мејнстрим америчка поп певачица после Френка Синатре". Својим коренима у мјузиклима Барбра се вратила 1985. године са албумом The Broadway Album. Албум је имао неочекиваног успеха, заузимајући место #1 на Билборд листи пуне три недеље и продат је у више од 4 милиона примерака.
Почетком 1990-их њена каријера је стагнирала. Предлагали су јој да направи турнеју, али договори су трајали две године због њеног страха од јавног наступа. Коначно, септембра 1993. Барбра је најавила своју први концертну турнеју после 27 година. Добила је бројне насловне стране у ишчекивању онога што је Тајм магазин назвао „музичким догађајем века“. Цена карата се кретала од 50 до 1.500 долара, а цела турнеја је распродата за мање од једног сата. Овим је Барбра постала најплаћенији концертни извођач у историји. Снимак Barbra Streisand: The Concert је освојио 5 Еми награда, као и Пибоди награду, а снимак емитован на ХБО-у био је најгледанији концерт у 30 година постојања ХБО-а.
За нову годину 1999. поново је одржала концерт, овог пута као концерт са највећом зарадом у Лас Вегасу икада.
Њени новији албуми укључују Christmas Memories (2001), The Movie Album (2003) и Guilty Pleasures (2005).
Пред четири концерта планирана у Њујорку и Лос Анђелесу (по два у оба града) за септембар 2000. године. Барбра Стрејсенд је најавила да више неће наступати на комерцијалним концертима. Ипак, 2006. године је најавила још једну турнеју којом је желела да прикупи новац за различита друштвена питања. Турнеја је трајала од 4.10. до 20.11.2006. године, а њени специјални гости били су Il Divo.
На концерту 9.10.2006. у Медисон сквер гардену, имала је скеч са имитатором Џорџа В. Буша, током кога је један од посетилаца из публике непрестано добацивао увреде. Када се скеч завршио Барбра му је са бине рекла: „Завежи већ једном!" " Shut the fuck up!", после чега је добила велики аплауз од публике, којој се потом извинила због своје нетолеранције и објаснила скеч са исмевањем Буша речима да уметник мора да провоцира.
Током ове турнеје, поново је поставила рекорде у заради у 14 од 16 дворана у којима је наступала. Ово је довело до тога да су многи почели да је критикују за високе цене карата, које се продају за више од 1.000 долара. Лајв албум са ове турнеје, под називом Live in Concert 2006 дошао је до 7 места топ-листе, што је њен 29. по реду албум међу првих 10 на Билборд листи.
Током лета 2007. године, Барбра је одржала своју прву европску турнеју. Први концерт је одржан у Цириху, након чега су следили Беч, Париз, Берлин, Стокхолм, Манчестер, Келбриџ близу Даблина и три концерта у Лондону, једином граду у коме је Барбра наступала и пре ове турнеје. Цене улазница за концерте у Лондону су се кретале од 100 до 1.500 фунти.

## Приватни живот
Барбра Страјсенд се удавала два пута. Њен први муж је био Елиот Гулд, са којим је била у браку од 1963. до 1971. године и са којим има сина Џејсона. Са другим мужем, такође глумцем, Џејмсом Бролином венчала се 1. јула, 1998. Њих двоје немају деце; Бролин има двоје деце из првог и једно из другог брака. Оба њена мужа су глумила у трилеру -Свемирска станица Један.
Током година причало се да је била у вези са многим познатим личностима, међу којима су Рајан О'Нил, Tom Smothers, Ворен Бејти, Џон Војт, бивши премијер Канаде, Пјер Трудо, Џон Питерс, Дон Џонсон, Стив Маквин, Андре Агаси и други.

## Политички активизам
Страјсенд већ дуги низ година активно подржава Демократску странку. Као либерална демократкиња се залаже за контролу наоружања, за акције против глобалног загревања (критикује америчку владу због нератификовања Протокола из Кјота), бољу помоћ жртвама урагана Катрина, критикује мотиве за инвазију на Ирак, 2003, подржава репродуктивна права жена, као и LGBT људска права, као што су право на усвајање деце и бракови. Поред отворених заговарања поштовања људских права, основала је фонд, Фондација Страјсенд, који издваја новац за финансирање пројеката који се баве питањима као што су Сида, екологија, рак дојке, слобода говора, LGBT права.
Године 2004. Барбра Страјсенд је примила награду коју јој је уручила организација Кампања за људска права за њен допринос борби за једнака права LGBT особа.

## Имиџ у популарној култури
Барбра Страјсенд ужива иконски статус међу групама које је цене због њеног уметничког рада и талента, као и оних који цене њена политичка залагања. Страјсендова се такође сматра једном од највећих геј икона.
У цртаној серији Саут Парк њен лик је неколико пута био предмет сатире, највише у епизоди Mecha-Streisand, у којој се претвара у роботског диносаура да би освојила универзум. У другој епизоди она се јавља као "Spooky-Vision" – њен лик се појављује у четири угла екрана са натписом "Spooky-Vision" (језива визија). У филму South Park: Bigger, Londer and Uncut њено име се користи као веома јака псовка. Мет Стоун и Треј Паркер, креатори серије су рекли да она за њих представља чисто зло и да од свих познатих личности које исмевају, једино њу стварно мрзе.
У серијама и филмовима су честе референце на њен статус геј иконе. У филму In & Out она је омиљена личност Хауарда Бракета (Кевин Клајн), који признаје да је геј пред венчање. Његова вереница, коју глуми Joan Cusack у једној реплици каже: „Да ли знаш колико пута сам морала да гледам Смешну девојку?" У ранијој сцени Клајнов лик улази у тучу с пријатељима када они кажу да је Барбра била исувише стара за -Јентл. Њену песму People свира школски оркестар у Хауардову част.

## Дискографија
1. (1962)
2. (1962) Награда Греми
3. (1963)
4. (1964)
5. (1964)
6. (1964)
7. (1965)
8. (1966)
9. (1966)
10. (1967)
11. (1967)
12. (1968)
13. (1969)
14. (1969)
15. (1971)
16. (1971)
17. (1971)
18. (1972)
19. (1973)
20. (1974)
21. (1975)
22. (1975)
23. (1976) Награда Оскар
24. (1976)
25. (1976)
26. (1976)
27. (1977)
28. (1977)
29. (1977)
30. (1978)
31. (1979)
32. (1979)
33. (1979)
34. (1981)
35. (1982)
36. (1983)
37. (1983)
38. (1984)
39. (1984)
40. (1985)
41. (1986) Награда Греми
42. (1987)
43. (1988)
44. (1989)
45. (1989)
46. (1991)
47. (1991)
48. (1991)
49. (1993)
50. (1994)
51. (1996)
52. (1997)

## Филмографија
| Улоге Барбре Страјсенд |                         |               |                     |          |
| Година                 | Српски назив            | Изворни назив | Улога               | Напомена |
| 1968.                  |                         |               | Фани Брајс          |          |
| 1969.                  |                         |               |                     |          |
| 1970.                  |                         |               |                     |          |
| 1970.                  |                         |               |                     |          |
| 1972.                  | Што те тата пушта саму? |               | Џуди Максвел        |          |
| 1972.                  |                         |               | Маргарет Рејнолдс   |          |
| 1973.                  | Девојка коју сам волео  |               |                     |          |
| 1974.                  |                         |               | Хенријета „Хенри“   |          |
| 1975.                  | Смешна жена             |               | Фани Брајс          |          |
| 1976.                  | Звезда је рођена        |               | Естер Хофман Хауард |          |
| 1979.                  |                         |               | Хилари Крамер       |          |
| 1981.                  |                         |               |                     |          |
| 1983.                  |                         |               |                     |          |
| 1987.                  |                         |               |                     |          |
| 1991.                  |                         |               |                     |          |
| 1996.                  |                         |               | Роуз Морган         |          |
| 2004.                  | Упознајте Фокерове      |               | Роз Фокер           |          |